# Randolfo Pacciardi

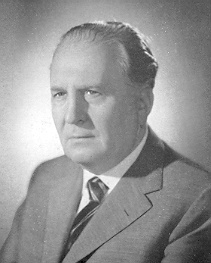
Randolfo Pacciardi

Randolfo Pacciardi (* 1. Januar 1899 in Giuncarico, Gavorrano, Provinz Grosseto, Toskana; † 14. April 1991 in Rom) war ein italienischer Antifaschist, Politiker der Partito Repubblicano Italiano (PRI) und in der Nachkriegszeit Verteidigungsminister der Italienischen Republik.

## Leben

### Engagement in der PRI und Exil in der Schweiz
Pacciardi absolvierte nach dem Schulbesuch ein Studium der Rechtswissenschaften. Für den jungen, ehrgeizigen Anwalt aus der Maremma war der ältere und politisch erfahrene Anwalt und Politiker Giovanni Conti Lehrer und Mentor zugleich. Pacciardi begleitete Conti auf Wahltournee im Latium, in der Toskana und in Umbrien und verfasste Artikel für La Voce Repubblicana, die Tageszeitung der PRI, die Conti im Januar 1921 gegründet hatte.
Nach Abschluss des Studiums nahm er eine Tätigkeit als Rechtsanwalt auf. Im Jahre 1923 gehörte er mit Gigino Battisti und Raffaele Rossetti zu den Gründern von Italia Libera, einer Vereinigung antifaschistischer Kriegsveteranen, die nach der Ermordung von Giacomo Matteotti Protestkundgebungen veranstaltete. Bis zur Auflösung der Vereinigung im Jahre 1925 blieb er deren Sekretär.
In den 1920er Jahren war er als Nachfolger von Giovanni Conti zusammen mit Fernando Schiavetti und Ugo La Malfa Herausgeber von La Voce Repubblicana. Nach dem Verbot aller antifaschistischen Zeitungen musste auch La Voce Repubblicana im Jahre 1926 ihr Erscheinen einstellen.
Am 16. Dezember 1926 sprach die Confino-Kommission in Rom ein „Verbannungs-Urteil“ gegen den „bekannten Antifaschisten“ Randolfo Pacciardi aus. Um sich der bevorstehenden Verhaftung zu entziehen, ging er gemeinsam mit Egidio Reale ins Exil in die Schweiz. Während Egidio Reale die Westschweiz vorzog, ließ sich Pacciardi in Lugano nieder, wo ihm Guglielmo Canevascini die Redaktion der „Libera Stampa“ anvertraute. Vom Kanton Tessin aus kämpfte er im Untergrund gegen das faschistische Regime weiter, sowohl publizistisch als auch durch die Organisation von und Teilnahme an konkreten Aktionen (z. B. der Flug von Giovanni Bassanesi und Gioacchino Dolci über Mailand). Über Lugano wurden Druckschriften nach Italien geschmuggelt, und von Lugano aus gelangten antifaschistische Kämpfer (z. B. Fernando de Rosa, Sandro Pertini, Luigi Delfini) mit falschen Papieren versehen nach Italien. 1933 wurde er vom Außenminister der Schweiz, Giuseppe Motta, ausgewiesen und ließ sich in Frankreich nieder.

### Exil in Frankreich, Spanischer Bürgerkrieg und Zweiter Weltkrieg
Im April 1933 wurde er als Nachfolger von Raffaele Rossetti erstmals Sekretär der von Benito Mussolini verbotenen Republikanischen Partei Italiens (PRI) und übte dieses Amt bis zu seiner Ablösung durch Giuseppe Chiostergi im März 1934 aus. Pacciardi, ein überzeugter Antifaschist, nahm 1937 als Kommandeur des Garibaldi-Bataillons am Spanischen Bürgerkrieg teil. Das Bataillon nahm u. a. an der Verteidigung von Madrid teil und vertrieb in Guadalajara die auf der Seite Francos kämpfenden italienischen Truppen. In der Schlacht am Jarama wurde er verwundet. Über seine Erfahrungen in Spanien verfasste er ein Buch, das ein Jahr später in der Schweiz herausgegeben wurde. Im Sommer 1937 verließ er Spanien und kehrte nach Frankreich zurück.
Im selben Jahr begann er, die Republikanische Partei Italiens in Frankreich zu reorganisieren. Ende Jahr gründete er eine Wochenzeitung, La Giovine Italia, die zunächst in Paris und ab Herbst 1938 in Annemasse erschien. Er berief Ottavio Abbati nach Paris und vertraute ihm die Administration der Zeitung an, deren erste Nummer am 4. Dezember 1937 erschien. Die Zeitung verstand sich nicht als Partei-, sondern als antifaschistische Zeitung. Zu den Autoren, die regelmäßig Artikel für die Giovine Italia verfassten, gehörten Alberto Tarchiani, ehemals Chefredaktor der Tageszeitung Corriere della Sera und Gründungsmitglied von Giustizia e Libertà, der ehemalige Außenminister Carlo Sforza, ferner Egidio Reale und der Präsident der französischen Liga für Menschenrechte, Victor Basch. Die vierte Seite der Zeitung war in französischer Seite verfasst und wurde von Mario Pistocchi betreut, einem prominenten republikanischen Emigranten und Publizisten. Die meisten Artikel auf dieser Seite stammten von Pistocchi und Albert Bayet, einem französischen Soziologen und Publizisten.
Im Februar 1938 brach Pacciardi auf Einladung der italo-amerikanischen antifaschistischen Organisationen zu einer Vortragsreise in den Vereinigten Staaten auf, wo er über den Spanischen Bürgerkrieg und den Antifaschismus referierte. Die Reise diente der Herstellung von Kontakten und auch dem Fundraising, um die Herausgabe der Giovine Italia langfristig zu sichern. Während seiner Abwesenheit hatte Ottavio Abbati das Sekretariat der Republikanischen Partei inne. Nach seiner Rückkehr und anlässlich des VIII. Kongresses der Partei im Juni desselben Jahres wurde er gemeinsam mit Cipriano Facchinetti abermals PRI-Sekretär. Das Amt des PRI-Sekretärs übten er und Facchinetti bis zu ihrer Ablösung durch Mario Carrara (Mazzini-Society, New York) im Januar 1942 aus.
1939 gründete Pacciardi mit anderen Antifaschisten (Lionello Venturi, Giuseppe Antonio Borgese, Gaetano Salvemini, Michele Cantarella, Aldo Garosci, Carlo Sforza, Alberto Tarchiani, Max Ascoli u. a.) die Mazzini-Society, die sich im Gegensatz zu anderen Giustizia e Libertà-Gruppierungen gegen die Monarchie und gegen das Abkommen aussprach, das GL-Vertreter in Toulouse mit sozialistischen und kommunistischen Widerstandskämpfern unterzeichnet hatten.

### Flucht aus Frankreich
Nach der deutschen Besetzung von Paris 1940 ließ sich Pacciardi in Marseille nieder. Die Lage der politischen Emigranten wurde immer prekärer; aus ganz Frankreich strömten jüdische Flüchtlinge und politisch Verfolgte nach Südfrankreich, von wo sie sich nach Übersee zu retten hofften. Pacciardi war unmittelbar gefährdet, denn sein Name erschien auf einer Liste von 123 in Frankreich lebenden „gefährlichen Subversiven“, die die faschistische Polizei den deutschen Besatzungsbehörden übermittelt hatte. Ihm drohte die Verhaftung und die Überstellung nach Italien.
In Marseille begannen Pacciardi und Emilio Lussu die Ausreise ihrer Gefolgsleute (PRI bzw. Giustizia e Libertà) aus Frankreich zu organisieren. Sie nahmen Kontakt mit dem Centre Américain de Secours unter Varian Fry auf, der beide Unternehmen finanziell unterstützte. Während es unter Lussus Führung den Militanten von Giustizia e Libertà gelang, Frankreich zu verlassen und sich in Sicherheit zu bringen, scheiterten Pacciardis Fluchtpläne an der mangelhaften Planung und an einem allzu sorglosen Umgang desselben mit Geld. Im November 1941 bestieg Pacciardi in Casablanca den portugiesischen Frachter Serpa Pinto und ließ seine politischen Freunde, darunter Ottavio Abbati, in Oran mittellos zurück.

### Exil in New York und Rückkehr nach Rom
Im Dezember 1941 legte das Schiff in New York an, wo Pacciardi über viele Kontakte verfügte (Max Ascoli, Professor und Mitbegründer der Mazzini-Society; Alberto Tarchiani und Carlo Sforza; ferner die Gewerkschafter Luigi Antonini und Augusto Bellanca und den Bürgermeister von New York, Fiorello LaGuardia), an die er anknüpfte. Er unternahm Vortragsreisen durch die USA und war publizistisch tätig. Seinen Plan, eine italienische Legion zu bilden, konnte er nicht verwirklichen. Ferner lernte er den politischen Berater von Präsident Roosevelt, Adolf Berle kennen und trat in Verbindung mit dem stellvertretenden Außenminister Sumner Welles. Max Corvo vermittelte den Kontakt zwischen Pacciardi und dem Chef des OSS, William Donovan sowie mit Earl Brennan, dem Leiter der Italienischen Sektion. Diese Kontakte sind es auch, die Pacciardi ermöglicht haben dürften, nach der Landung der Alliierten in Nordafrika die Verbindung mit seinen Freunden in Oran und Casablanca wieder aufzunehmen. Manche von ihnen wurden daraufhin vom OSS für die Mitarbeit in der Italienischen Sektion rekrutiert. Im Sommer 1944 kehrte er über Algier nach Rom zurück.

### Nachkriegszeit, Reorganisation der PRI und Abgeordneter
Nach dem Sturz Mussolinis und dem Ende der deutschen Besatzung Roms begann der damalige PRI-Sekretär Giovanni Conti 1943/44 in Rom mit der Reorganisation der Republikanischen Partei, geriet jedoch bald in Konflikt mit Randolfo Pacciardi, der nach wie vor großen Einfluss innerhalb der Partei hatte.
Nach Ende des Zweiten Weltkrieges folgte Pacciardi im Mai 1945 Conti erneut als PRI-Sekretär, ehe er im September 1946 von Giulio Andrea Belloni abgelöst wurde. Zu dieser Zeit gehörte Ottavio Abbati zu seinen engsten Mitarbeitern beim Wiederaufbau der PRI; dieser wurde jedoch im Juli 1945 wegen Meinungsverschiedenheiten über den Kurs der Partei entlassen.
Am 25. Juni 1946 wurde Pacciardi Mitglied der Verfassunggebenden Versammlung (Assemblea Costituente), der er bis zum 31. März 1948 angehörte. Kurz darauf wurde er am 1. Juli 1946 Vorsitzender der PRI-Fraktion und war zwischen Juli 1946 und Januar 1948 auch Mitglied des Ausschusses für internationale Verträge (Commissione per i trattati internazionali).
Als Nachfolger von Belloni übernahm er im Januar 1947 zum vierten Mal die Funktion als Sekretär der PRI und bekleidete das Amt gemeinsam mit Ugo La Malfa und Oronzo Reale bis zu ihrer Ablösung durch Belloni im Dezember 1947.
Pacciardi wurde als Kandidat der PRI am 8. Mai 1948 erstmals Mitglied der Abgeordnetenkammer (Camera dei deputati) und gehörte dieser zwanzig Jahre lang von der ersten bis zum Ende der vierten Legislaturperiode am 4. Juni 1968 an.

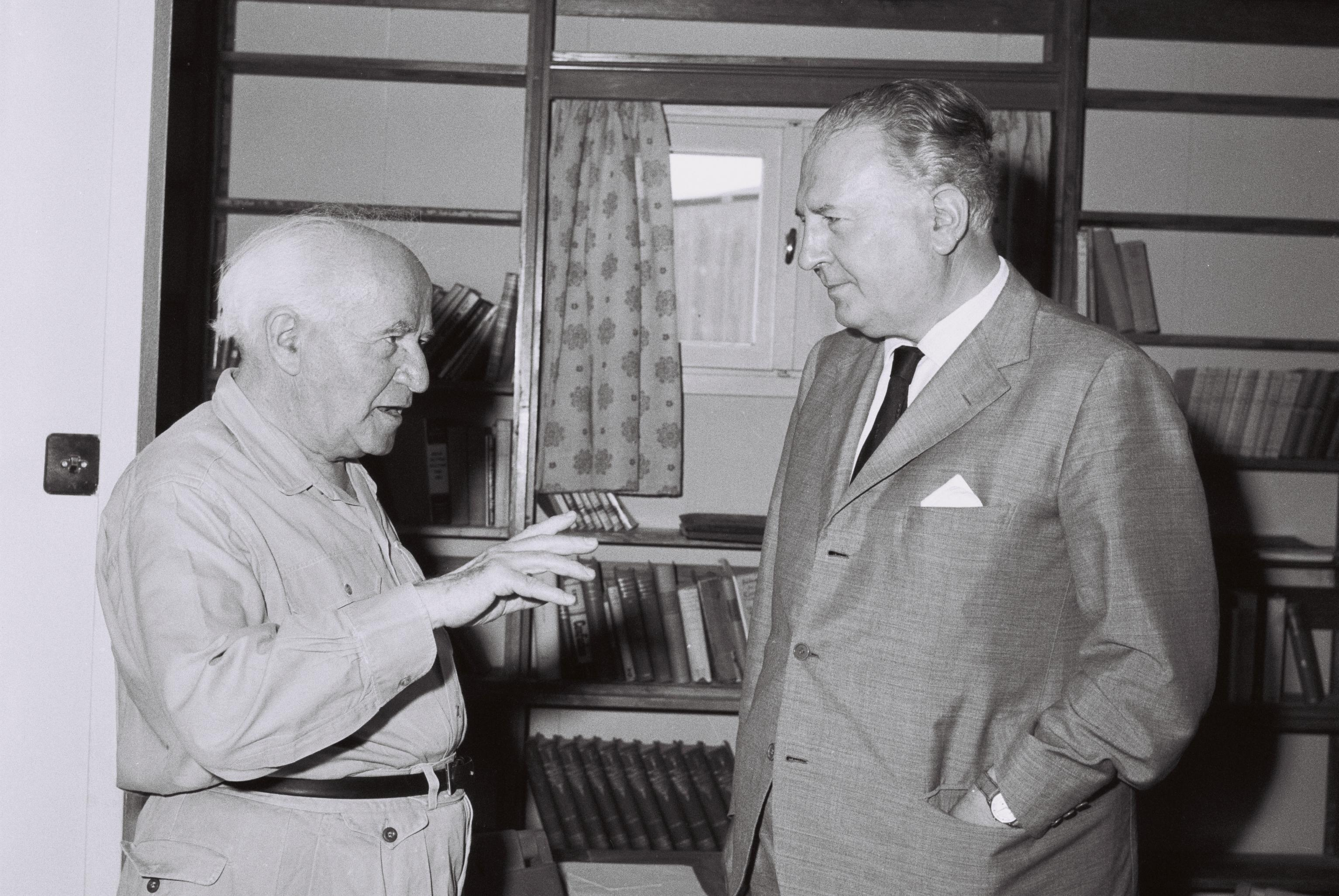
Randolfo Pacciardi (rechts) mit dem Ministerpräsidenten von Israel, David Ben-Gurion (1958)

### Verteidigungsminister und Ausschussvorsitzender
Am 23. Mai 1948 berief ihn Ministerpräsident Alcide De Gasperi zum Verteidigungsminister (Ministro della Difesa) in dessen fünftes Kabinett. Er bekleidete dieses Ministeramt auch im sechsten und siebten Kabinett De Gasperi bis zum 16. Juli 1953. Neben seinem Ministeramt gehörte er als Mitglied verschiedenen Ausschüssen der Abgeordnetenkammer an, und zwar von Juni 1948 bis Juni 1949 dem Ausschuss für Unterricht und schöne Künste (Commissione istruzione e belle arti), zwischen Juni 1948 und Juni 1950 dem Ausschuss für Arbeit, Einwanderung, Zusammenarbeit, soziale Sicherheit und Unterstützung, Nachkriegsunterstützung, Hygiene und öffentliche Gesundheit (Commissione Lavoro, Emigrazione, Cooperazione, Previdenza e Assistenza Sociale, Assistenza Post Bellica, Igiene e Sanità pubblica) sowie von Juli 1950 bis Juni 1953 dem Verteidigungsausschuss (Commissione Difesa) an.
Nach seinem Ausscheiden aus dem Ministeramt wurde Pacciardi in der zweiten Legislaturperiode im Juli 1953 Mitglied des Ausschusses für Auswärtige Angelegenheiten, Außenwirtschaft und Kolonien (Commissione Rapporti con l’Estero, Compresi gli Economici, Colonie), dessen Vizevorsitzender er von Februar 1954 bis Juni 1958 war. Während der dritten Legislaturperiode war er zwischen Juni 1958 und Juni 1959 Mitglied des Ausschusses für Auswärtige Angelegenheiten und Einwanderung (Commissione Affari Esteri, Emigrazione) sowie zwischen Juli 1958 und Mai 1963 Vorsitzender des Verteidigungsausschusses (Commissione Difesa).
Zuletzt gehörte er in der vierten Legislaturperiode zwischen Juli 1963 und Juni 1968 dem Verteidigungsausschuss als Mitglied an und war daneben von Januar 1964 bis Januar 1967 auch erneut Mitglied des Ausschusses für Auswärtige Angelegenheiten und Einwanderung.

### Politische Positionen in der Nachkriegszeit
Pacciardi vertrat im Laufe der Jahre zunehmend antikommunistische Ansichten und wurde allmählich zum Anhänger des Präsidentialismus nach gaullistischem Vorbild. Zugleich erwuchsen ihm parteiintern Spannungen mit dem Leader der PRI, Ugo La Malfa und dem politischen Sekretär, Oronzo Reale. Angriffen seiner eigenen Partei ausgesetzt, verließ Pacciardi die Direktion und gründete eine eigene politische Bewegung, Difesa repubblicana (deutsch: Republikanische Wehr). Anlässlich des ersten Kongresses bezeichnete er La Malfa und Reale als „Kuppler“ (mezzani) der Sozialistischen Partei.
Wegen seiner wiederholten Angriffe gegen die Mitte-links-Regierungskoalition, an der die PRI ebenfalls beteiligt war, wurde er 1964 von der Partei ausgeschlossen. Er rief darauf die Bewegung Unione democratica per la Nuova Repubblica (UDNR), ins Leben und ernannte Giano Accame, einen ehemaligen RSI-Kämpfer, zum Vizepräsidenten. Die zunehmende Geringschätzung, die er der Institution des Parlaments entgegenbrachte und seine Bewunderung für das Präsidentialmodell kamen immer wieder pointiert zum Ausdruck und ließen ihn zunehmend in die Nähe rechter Kreise rücken.
Bei den Wahlen im Mai 1968 erhielt Pacciardis Liste kaum Stimmen; er selbst wurde als Abgeordneter nicht wiedergewählt.
Die Gerüchte über angebliche Sympathien für Neofaschisten und Putschisten verstummten nicht, zum Beispiel anlässlich eines privaten Besuchs in Griechenland während der Obristendiktatur, als er dem Außenminister Pipinelis einen Besuch abstattete. Pacciardi rechtfertigte sich damit, er habe den Außenminister Nenni sowie den italienischen Botschafter in Athen über seine geplante Reise informiert, und er habe den Chef der Junta, Papadopoulos, nicht getroffen.
In der Nacht auf den 8. Dezember 1970 wurde unter Führung von Junio Valerio Borghese ein Staatsstreichversuch unternommen, der sogleich abgebrochen wurde. Kurz darauf äußerte sich Pacciardi anlässlich eines Kongresses der UDNR wie folgt: „Wir wohnen der Verwesung der Regierung bei.“ Pacciardi selbst wurde verdächtigt, im Jahre 1974 gemeinsam mit Edgardo Sogno an der Erarbeitung von Umsturzplänen beteiligt gewesen zu sein; er bestritt jedoch die Existenz solcher Pläne.

### Wiederaufnahme in die Republikanische Partei
Im Jahre 1981 wurde Pacciardi auf seinen Wunsch hin wieder in die PRI aufgenommen. Er starb 1991 in Rom.